# ナンバーワンズ (アルバム)
『ナンバーワンズ』（英: #1's）は、2005年10月に発売されたデスティニーズ・チャイルドのベスト・アルバム。2005年6月に解散を発表後、9月に正式解散した後にリリースされた初のベストアルバムである。
全18曲中15曲は、1998年から2004年の間に発売されたスタジオ・アルバム4枚と2002年に発売されたリミックス・アルバム『ディス・イズ・ザ・リミックス』(This is the remix)から選曲されており（チャート1位を記録していない楽曲もある）、残り3曲は、デヴィッド・フォスターがプロデュースしたバラードで最後のシングルとなった「スタンド・アップ・フォー・ラヴ」(Stand up For Love)と、メンバーのビヨンセがソロとしてスリム・サグ、バン・Bとコラボした曲（映画『ピンクパンサー』のサントラ提供曲）の「チェック・オン・イット」(Check it It)と、アルバムの最後に「フィール・ザ・セイム・ウェイ・アイ・ドゥ」(Feel The Same Way I Do)が、新曲として収録されている。
日本では、デスチャのアルバムとして初のオリコン1位を獲得。この記録は2人組以上の洋楽女性グループとしては、ノーランズ、t.A.T.u.以来、史上3組目となった。

## 収録曲

### CD
チャート表示：全米＝Billboard Hot 100。全英＝UK Singles Chart。R&B＝Hot R&B/Hip-Hop Songs または、UK R&B Singles and Albums Charts。欧州＝European Hot 100 Singles
1. スタンド・アップ・フォー・ラヴ (Stand up For Love) - 新曲。デヴィッド・フォスタープロデュースのラスト・ソング。
2. インディペンデント・ウーマン (Independent Women Part 1) - 全米 No.1、全英 No.1
3. サヴァイバー (Survivor) - 全米 No.2、全英 No.1
4. ソルジャー (Soldier featuring T.I. & Lil Wayne) - 全米 No.3、全英 No.6
5. チェック・オン・イット (Check it It Beyoncé featuring Slim Thug) - 新曲。映画『ピンクパンサー』のサントラ。
6. ジャンピン・ジャンピン (Jumpin', Jumpin') - 全米 No.3、R&B No.1、全英 No.5
7. ルーズ・マイ・ブレス (Lose My Breath) - 全米 No.3、全英 No.2、欧州 No.1
8. セイ・マイ・ネーム (Say My Name) - 全米 No.1、全英 No.3
9. エモーション (Emotion) - 全米 No.10、全英 No.3
10. バガブー (Bug A Boo) - 全米 No.33、R&B No.1、全英 No.9
11. ブーティリシャス (Bootylicious) - 全米 No.1、全英 No.2
12. ビルズ・ビルズ・ビルズ (Bills, Bills, Bills) - 全米 No.1、全英 No.6
13. ガール (Girl) - 全米 No.23、全英 No.6
14. ノー・ノー・ノー パート2 (No, No, No Part 2 featuring Wyclef Jean) - 全米 No.3、R&B No.1、全英 No.5
15. ケーター・2・U (Cater 2 U) - 全米 No.14
16. フィール・ザ・セイム・ウェイ・アイ・ドゥ (Feel The Same Way I Do) - 新曲。
17. ソー・グッド (So Good) - ※ 日本盤ボーナストラック
18. ナスティー・ガール (Nasty Girl) - ※ 日本盤ボーナストラック

### DVD（初回生産限定盤のみ）
1. Live DVD teaser : FROM THEIR LAST TOUR...COMING FEBRUARY 2006
2. No No No Part2 (feat. Wyclef Jean) Music Video
3. Say My Name Music Video
4. Survivor Music Video
5. Bootylicious Music Video
6. Independent Women Part 1 Music Video
7. Lose My Breath Music Video
8. Soldier (featuring T.I. & Lil Wayne) Music Video
9. Cater 2 U Music Video

## 参考資料
- #1's (ライナーノーツ). デスティニーズ・チャイルド. ソニーBMGミュージックエンタテインメント. 2005. SRCP-930-1.{{cite AV media notes}}:  CS1メンテナンス: cite AV media (notes) のothers (カテゴリ)